# Alan Robert
Alan Robert (Brooklyn, 7 aprile 1962) è un cantante, bassista e fumettista statunitense, noto per essere uno componenti/fondatori dei Life of Agony sin dal 1989.

## Biografia
Alan è il fondatore, l'ideatore del nome e il principale autore dei testi della band. Con i Life of Agony ha suonato (e suona) dalla nascita del gruppo nel 1989 al suo scioglimento dieci anni dopo e dalla reunion, avvenuta nel 2003, sino ad oggi.

### Gli Spoiler NYC
Nel 2005, proprio durante il tour della reunion, Alan inizia a scrivere musica che però differisce dallo stile dei Life of Agony (in quanto più marcatamente punkrock) e quindi decide, assieme ad un roadie del gruppo, Chris "Junkyard" Silletti, chitarrista, di dedicare tali composizioni ad un gruppo vero e proprio. Nacquero così gli Spoiler NYC che, dopo l'ingresso di Tommy Clayton (ex batterista degli Houston Call) e la firma del loro primo contratto con la SOS Records, pubblicarono nel 2007 l'album "Greasefire in Hell's Kitchen".

### Gli Among Thieves

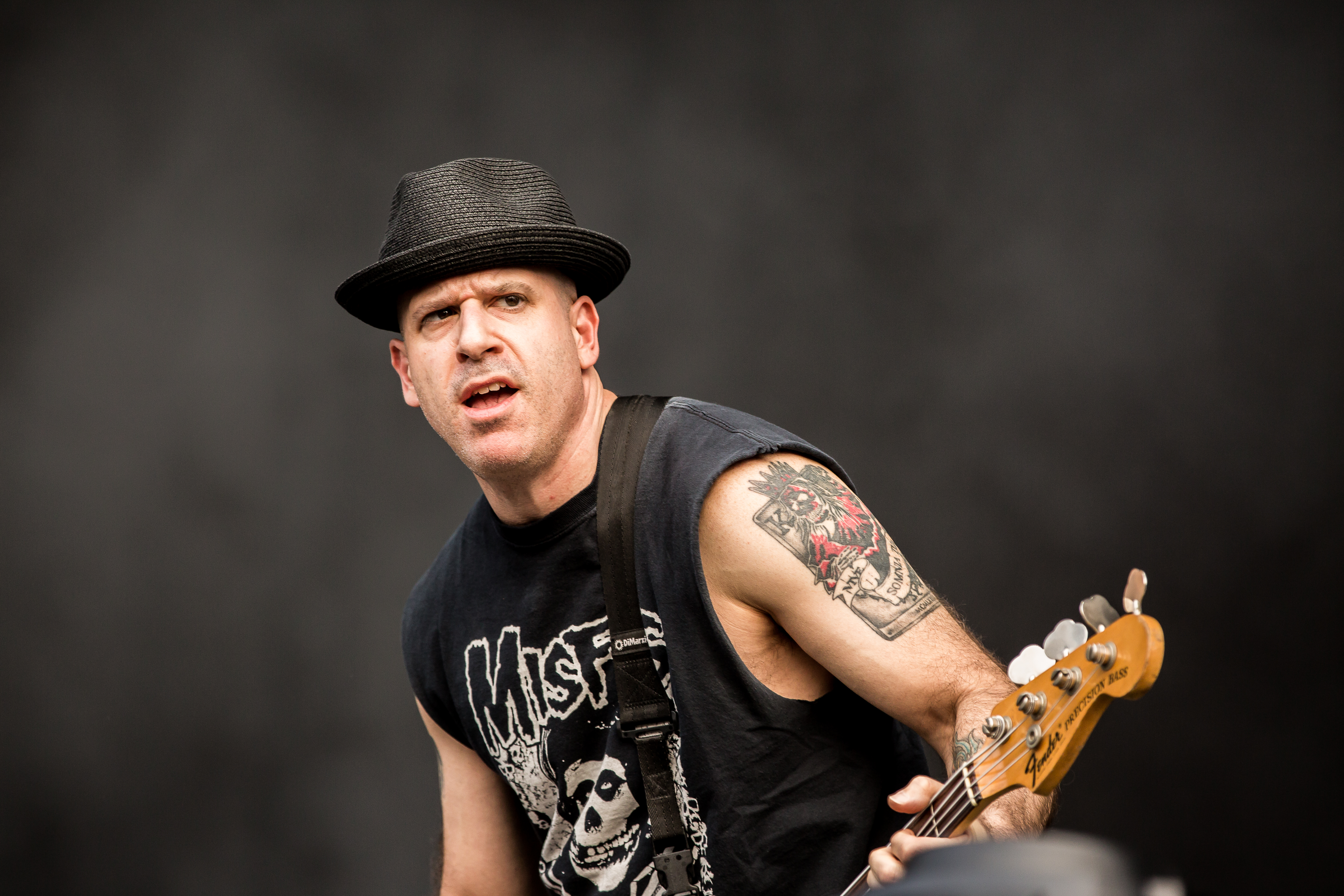
Alan Robert nel 2018

Subito dopo lo scioglimento dei Life of Agony nel 1999, Alan iniziò a cercare nuovi musicisti con cui fare musica. Tale ricerca portò all'incontro con il cantante Rob Brock, il chitarrista Scott Roberts (ex dei Spudmonsters) e il batterista Will Shepler (ex Agnostic Front e Madball) con i quali diede vita ai Among Thieves che, dopo sei mesi di prove e concerti nella East Coast, iniziarono a registrare il loro materiale con il produttore Michael Barbiero (produttore tra gli altri di Metallica e Guns N' Roses) che li portò a firmare un contratto per l'etichetta Daymare Recordings, di proprietà della Warner Bros. giapponese.
Fu così che uscirono, solo per il mercato giapponese, il primo e il secondo album della band chiamati rispettivamente "Beginning Of The End" e "Soundscan" (album dal vivo).

### Altre attività
Alan è il proprietario di una agenzia talent scout, la "Wasted Talent Entertainment" con base a New York.
Oltre all'attività nel mondo della musica, Alan Robert, che è diplomato alla New York's School of Visual Arts, è anche autore di testi e disegni di fumetti. Di sua creazione la miniserie in 4 parti di fumetti horror chiamata "Wire Hangers", pubblicata nel 2010 dalla IDW Publishing.

## Discografia

### Con i Life of Agony
- 1993 - River Runs Red
- 1995 - Ugly
- 1997 - Soul Searching Sun
- 1999 - 1989-1999
- 2000 - Unplugged at the Lowlands Festival '97
- 2003 - The Best of Life of Agony
- 2003 - River Runs Again: Live 2003
- 2005 - Broken Valley
- 2017 - A Place Where There's No More Pain

### Con gli Among Thieves
- 2004 - Beginning of the End

### Con gli Spoiler NYC
- 2007 - Grease Fire In Hell's Kitchen